# Alpe della Luna
L'Alpe della Luna è un gruppo montuoso dell'Appennino settentrionale compreso fra le regioni della Toscana, dell'Umbria e delle Marche. Fa parte dell'appennino tosco-romagnolo.

## Geografia fisica

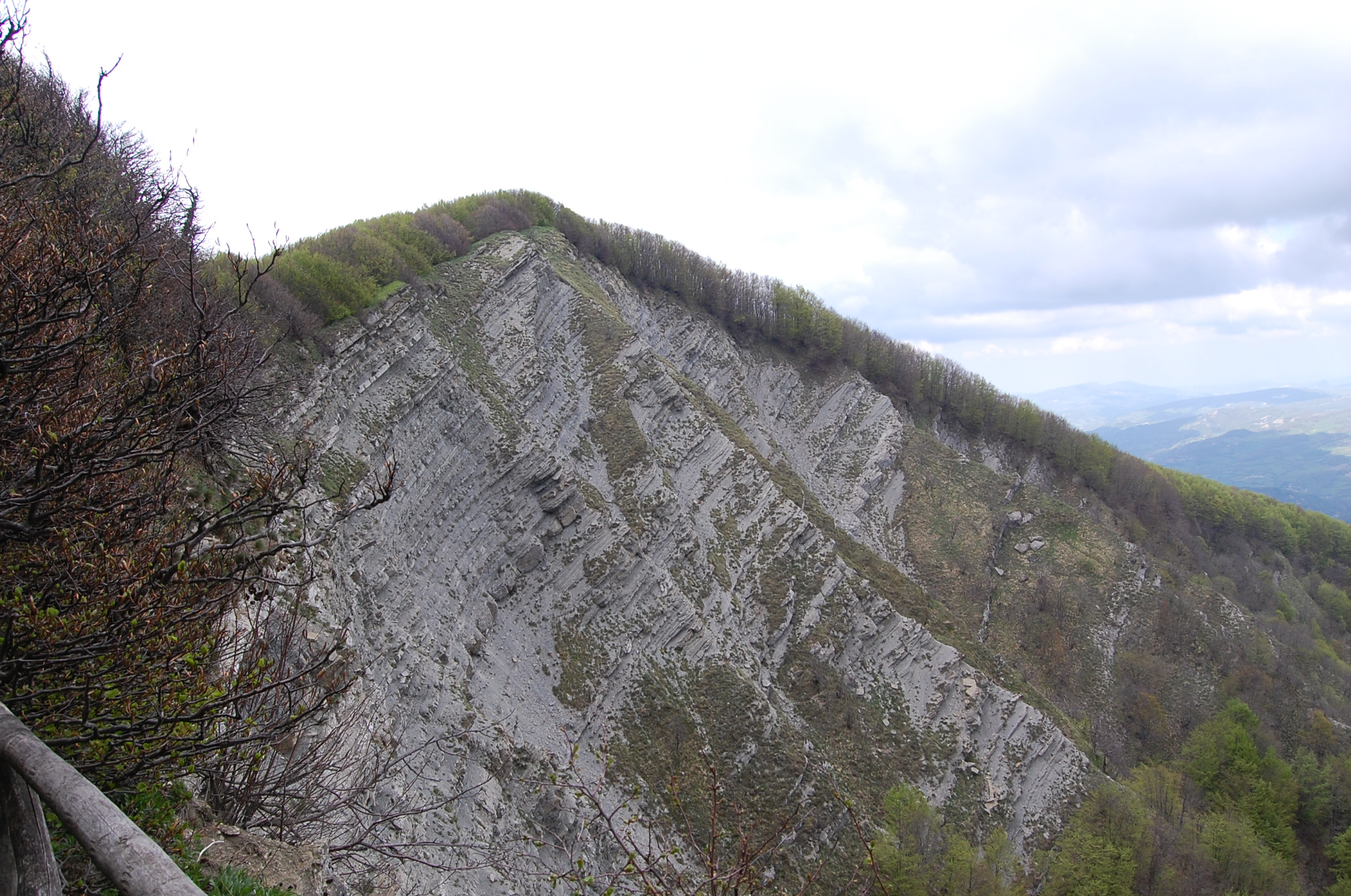
Ripa della Luna

Il complesso montuoso si sviluppa da sud-ovest verso nord-est ed è percorso dallo spartiacque appenninico, che separa il bacino del Tirreno da quello dell'Adriatico.
Monti principali:
- Monte dei Frati a 1453 m s.l.m.
- Monte Maggiore a 1384 m s.l.m.

Fiumi principali:
- Marecchia
- Metauro
- Foglia
- Afra

## Geografia politica
L'Alpe della Luna si estende sui territori dei comuni di tre province, ognuna delle quali appartiene ad una differente Regione: 
- Badia Tedalda, Pieve Santo Stefano, Sansepolcro e Sestino nella Provincia di Arezzo;
- Borgo Pace nella Provincia di Pesaro e Urbino;
- San Giustino nella Provincia di Perugia.

## Geologia
Si ritrovano argille marnose e arenarie variamente cementate della Formazione Marnoso - Arenacea e marne e calcari marnosi del Bisciaro (Epoca Miocenica, Era Terziaria).

## Fauna e flora

### Fauna
La fauna è quella dei boschi appenninici, tra i mammiferi si rileva la presenza di cinghiali, caprioli, scoiattoli, daini, istrici, tassi, lupi, volpi, lepri, puzzole.
Fra gli uccelli sono presenti varie specie di picchi (rosso, verde e rosso maggiore), rapaci come la poiana, lo sparviero, l'astore, lodolaio, il gheppio e si segnala anche la presenza dell'aquila reale; abbiamo poi colombacci, allocchi, scriccioli, tordi, luì, cince, ghiandaie, ciuffolotti e zigoli.
Vi sono anche alcuni piccoli anfibi: il geotritone italico, il tritone alpino, il Tritone crestato, la Rana Appenninica e l'Ululone dal ventre giallo.

### Flora
Nel versante tirrenico si osserva il faggio (Fagus sylvatica) e a mano a mano che si scende troviamo boschi di cerro e sporadicamente di castagno (Castanea sativa), pino nero, abete bianco (Abies alba). Per il versante adriatico troviamo sempre il faggio a quote alte, sopra 1000 metri, sotto troviamo cerro (Quercus cerris), carpino nero (Ostrya carpinifolia), acero (Acer spp.), frassino (Fraxinus ornus), tiglio (Tilia spp.), olmo (Ulmus spp.), pino nero (Pinus nigra), abete bianco (Abies alba) e pino silvestre (Pinus sylvestris).
La zona rientra nella Riserva naturale regionale dell'Alpe della Luna che si estende per 1540 ettari con un'altitudine che va da circa 520 m s.l.m. a 1453 m s.l.m., i boschi coprono l'86% dell'intera riserva.